# Mirosław Starost

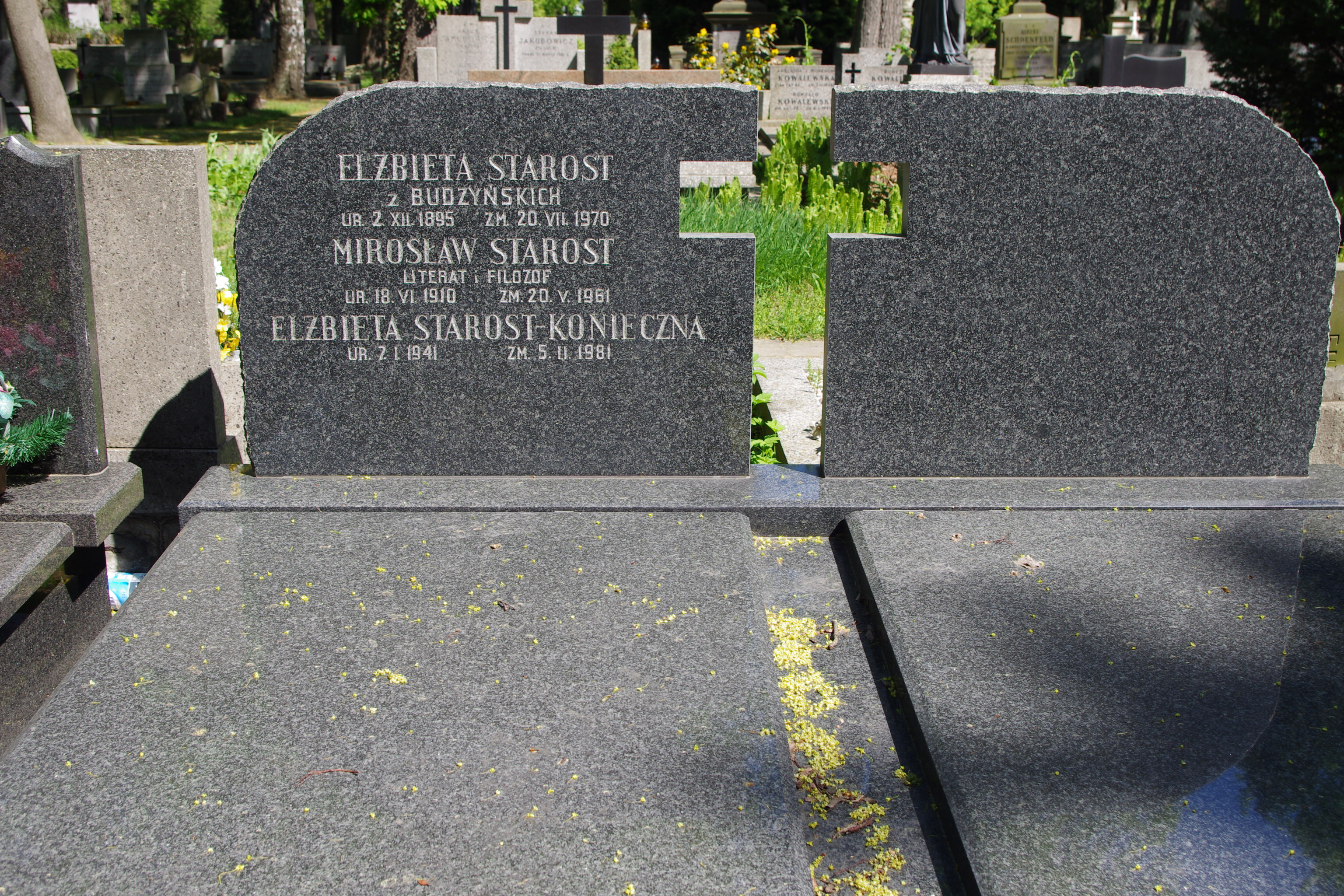
Grób literata Mirosława Starosta na Cmentarzu ewangelicko-augsburskim w Warszawie

Mirosław Starost (ur. 18 czerwca 1910 w Warszawie, zm. 20 maja 1961 w Tworkach) – krytyk literacki, publicysta.
Ukończył studia prawnicze na Uniwersytecie Warszawskim. Przed wojną związany z pismem „Zet”  Jerzego Brauna. Publikował też w „Myśli Polskiej”, „Comoedii”,  „Prosto z mostu”. Był przeciwnikiem władz sanacyjnych i komunizmu. Charakteryzowały go poglądy prawicowe.
Okupację spędził w Warszawie, a tuż po wojnie przeniósł się do Krakowa. Opublikował pisaną w czasie wojny antysanacyjną książkę Filozofia pracy i narodu (1946). Powrócił do Warszawy i podjął pracę w PIW-ie na stanowisku korektora.
Pod koniec życia rozwinęła się u niego choroba nerwowa. Zmarł w szpitalu w Tworkach pod Warszawą.